# Bruno, Saskatchewan
Bruno är en ort i Kanada.   Den ligger i provinsen Saskatchewan, i den centrala delen av landet, 2 300 km väster om huvudstaden Ottawa. Bruno ligger 565 meter över havet och antalet invånare är 574.
Terrängen runt Bruno är mycket platt. Trakten runt Bruno är nära nog obefolkad, med mindre än två invånare per kvadratkilometer..
Trakten runt Bruno består till största delen av jordbruksmark.